# Notte dei lunghi coltelli
La notte dei lunghi coltelli, ricordata in Germania come "Röhm-Putsch" ("il colpo di Stato di Röhm", secondo l'espressione coniata dalla propaganda del regime nazista) o anche come "operazione colibrì", fu un'epurazione avvenuta la notte fra il 30 giugno e il 1º luglio 1934 in cui le SS e la Gestapo assassinarono per ordine di Adolf Hitler almeno un centinaio di persone tra cui diversi esponenti di spicco del partito nazista, in particolare: Ernst Röhm, i vertici delle SA - le squadre d'assalto naziste - riuniti nella cittadina di Bad Wiessee, nemici personali o ex compagni politici di Hitler, militari della Reichswehr e anche alcune persone estranee alla vita politica o militare tedesca.  
La stima totale del numero di vittime dell'epurazione risultò complessa poiché nel corso di tale evento avvenne per la prima volta un largo utilizzo dei forni crematori da parte dei nazisti al fine di far perdere le tracce degli omicidi. Secondo i dati forniti il 13 luglio dallo stesso Cancelliere del Reich, furono assassinate 71 persone, ma il totale delle vittime fu stimato tra 150 e 200; di 85 di esse si conosce il nome.

## L'ascesa al potere

### La collaborazione tra Hitler, Strasser e Röhm

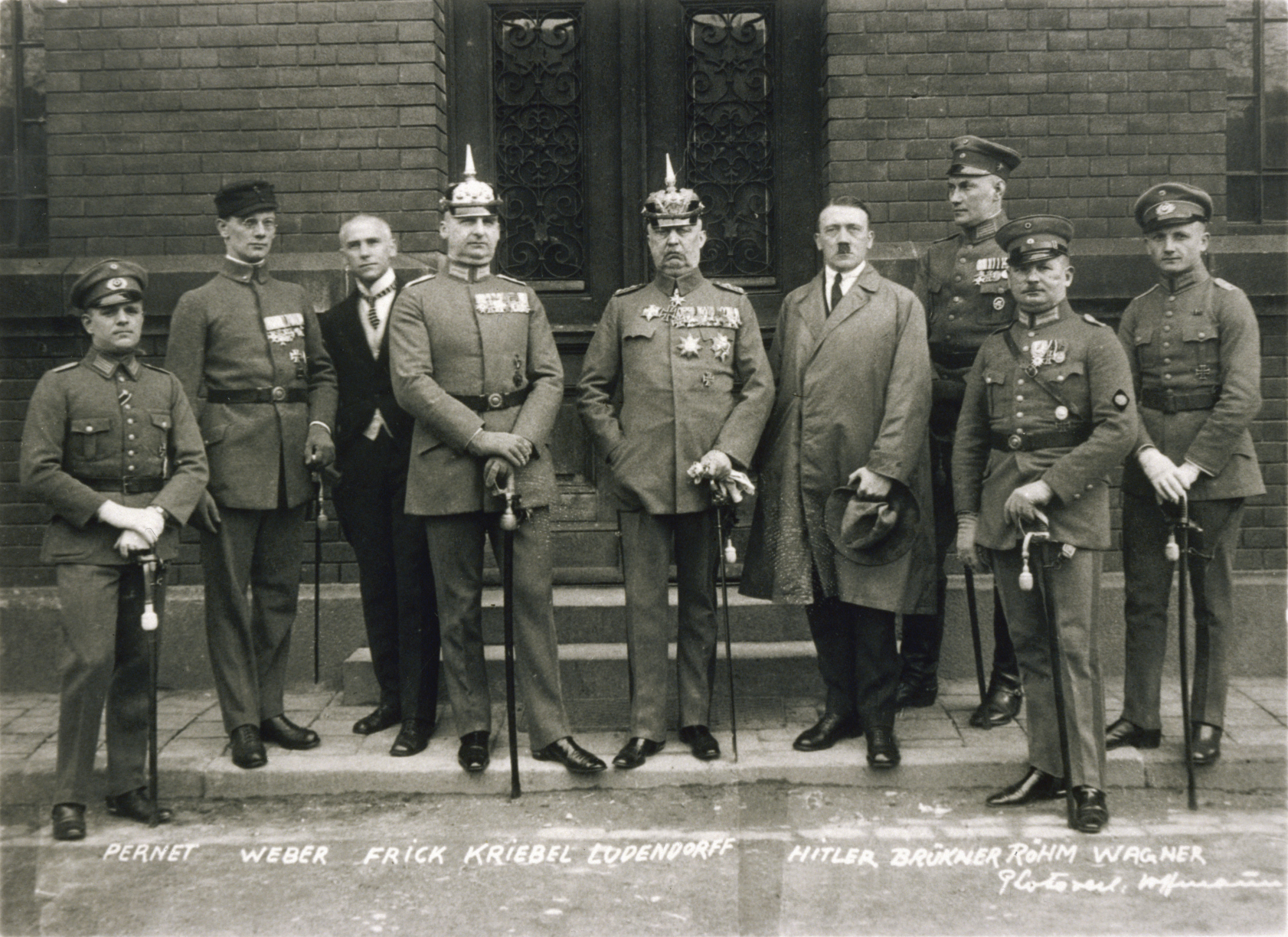
Ernst Röhm (secondo da destra) insieme a Adolf Hitler ed Erich Ludendorff (al centro), organizzatori del Putsch di Monaco

La situazione politica ed economica della Germania durante la Repubblica di Weimar fu una delle cause della nascita del nazionalsocialismo e dell'ascesa al potere di Adolf Hitler.

Terminata la prima guerra mondiale, il 21 novembre 1918 Hitler venne assegnato alla 7ª compagnia del I battaglione riservisti del 2º Reggimento fanteria, di stanza a Monaco di Baviera, e dal giugno del 1919 partecipò a una serie di corsi politici, ai comandi del capitano Karl Mayr. Su ordine dei suoi superiori, Hitler iniziò a frequentare gli incontri di alcuni dei movimenti e dei partiti dell'estrema destra bavarese. In quel periodo a Monaco era presente e operava circa un migliaio di gruppi ultranazionalisti, tra cui il Freier Arbeiter Ausschuss ("Comitato dei lavoratori indipendenti"), fondato da Anton Drexler, di cui Hitler iniziò a frequentare alcuni raduni che si tenevano nella birreria Hofbräukeller. Lentamente, prese in mano quello che sarebbe diventato il primo nucleo del Partito Nazionalsocialista Tedesco dei Lavoratori.
Una volta presa la guida del partito, al quale dal 1923 fu iscritto anche Heinrich Himmler, futuro capo delle SS, e adottata come simbolo la svastica, venne creata una rivista che presto assunse la cadenza di quotidiano, il Völkischer Beobachter («Osservatore popolare»), e si sviluppò una formazione paramilitare, le Sturmabteilungen (SA o "camicie brune"), guidate da Ernst Röhm. Proprio Röhm, nel novembre del 1923, insieme a Hitler e al generale Erich Ludendorff, organizzò il cosiddetto putsch di Monaco, ossia il fallito colpo di Stato che costrinse Hitler a una condanna a cinque anni di reclusione (ma scontò poco più di nove mesi della condanna originale e, durante la detenzione, dettò a Rudolf Hess gran parte della sua opera Mein Kampf) e allo scioglimento delle SA e del partito nazista. Al contrario, Röhm, dopo essere stato arrestato, fu presto rilasciato e proseguì costantemente sia nell'attività organizzativa delle camicie brune, ufficialmente ricostituite nel 1925, sia in quella politica nel partito, retto in assenza di Hitler da Gregor Strasser. Alle elezioni politiche del 1924, entrambi furono eletti al Reichstag.

### I primi contrasti e l'esilio di Röhm

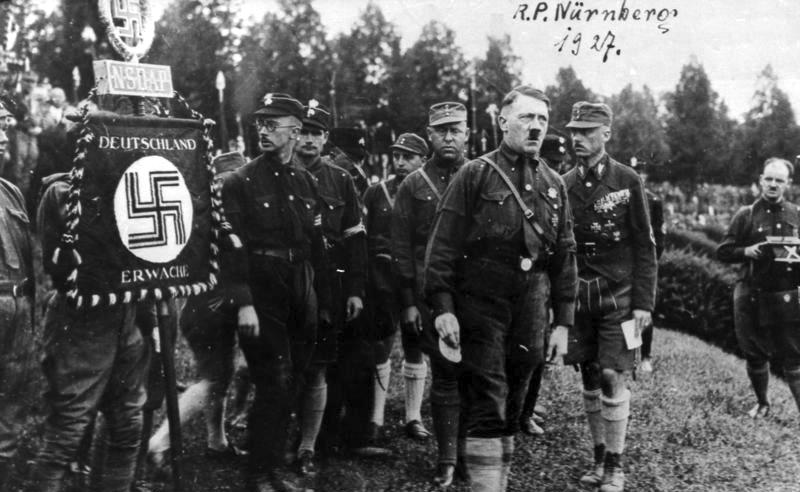
Gregor Strasser, alle spalle di Adolf Hitler e alla sinistra di Heinrich Himmler, al raduno del partito nazista a Norimberga nel 1927

Nel 1925, dopo che nel dicembre del 1924 il partito nazista aveva guadagnato la revoca dell'interdizione da parte del primo ministro bavarese Heinrich Held, iniziarono i primi contrasti interni. Il primo fu in merito alla strategia politica da adottare per la prosecuzione delle attività: Strasser, infatti, per arrivare al governo, non scartò l'idea di una coalizione con altre forze politiche, mentre Hitler era assolutamente convinto, da un lato, che il partito avrebbe dovuto obbedire solo e esclusivamente a lui e, dall'altro, che questo doveva correre da solo, guadagnando lentamente voti ma rigettando in ogni caso l'idea di una nuova azione armata. Un altro motivo di disaccordo era quello inerente alla "direzione" che il partito avrebbe dovuto prendere in materia di politica economica, poiché, mentre Strasser volgeva lo sguardo ai socialisti, Hitler era più interessato alle classi imprenditoriali e industriali, dalle quali avrebbe potuto con facilità ottenere finanziamenti. Il contrasto tra i due era inoltre acuito dalla manifesta intenzione di Strasser di guidare il partito, se non personalmente, quanto meno "insieme" a Hitler. Lo stallo fu risolto dallo stesso Hitler, che gli offrì l'organizzazione e la gestione del partito nel nord del paese, con una sorta di indipendenza; così, allo stesso tempo, lo allontanò da Monaco, nominandolo inoltre, nel 1926, capo della propaganda.

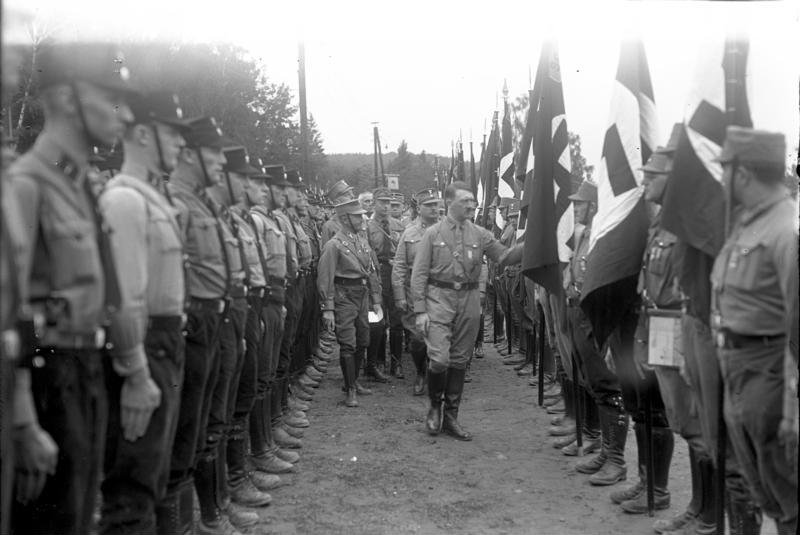
Adolf Hitler e, alle sue spalle, Ernst Röhm nel settembre del 1931

Di diversa natura erano i contrasti che il futuro Führer ebbe con Röhm: questi infatti pretendeva che le "sue" SA non divenissero subalterne al partito, rifiutando che i comandanti dei reparti eseguissero ordini non provenienti direttamente da lui, atteggiamento questo che, unito alla sua omosessualità, che nel 1925 lo vide coinvolto in uno scandalo, lo indusse a rassegnare le dimissioni e ad espatriare in Bolivia. Inoltre, mentre il capo di stato maggiore della SA si trovava all'estero, Hitler, desideroso di possedere una guardia di sicurezza personale, iniziò a costituire un'unità di élite di cui avrebbero potuto far parte solo uomini di sicura stirpe ariana e di incondizionata fedeltà nei suoi confronti, ossia le SS, a capeggiare i quali pose il 6 gennaio 1929 Heinrich Himmler.
Nello stesso anno la grande depressione investì anche la Germania, producendo circa un milione di disoccupati, numero salito nel 1930 a tre milioni, per poi raddoppiare l'anno successivo. Dal partito nazista nel frattempo vi fu l'uscita di Otto Strasser, fratello di Gregor, che andò a formare il Fronte Nero per opporsi alla perdita del principio socialista di quest'ultimo. A causa anche di questi fattori, le SA, che in quel periodo avevano nelle loro file circa 80.000 uomini, non erano soddisfatte della situazione e iniziarono a richiedere finanziamenti e un aumento di influenza all'interno del partito e della vita politica, richieste che Hitler non era disposto a soddisfare. Tale insoddisfazione rischiò di sfociare in aperto scontro: significativa fu la rivolta di Stennes del 1930, in cui un reparto di SA fece irruzione nella sede del partito di Berlino, costringendo Hitler ad assumere personalmente il comando delle SA e, nel 1931, a richiamare in patria Röhm, al quale fu tuttavia immediatamente comunicata la decisione di rendere totalmente indipendenti le SS dalle SA, indipendenza evidenziata anche dalla nuova uniforme nera delle SS, in luogo di quella bruna delle SA.

### Le dimissioni di Strasser e la conquista del potere

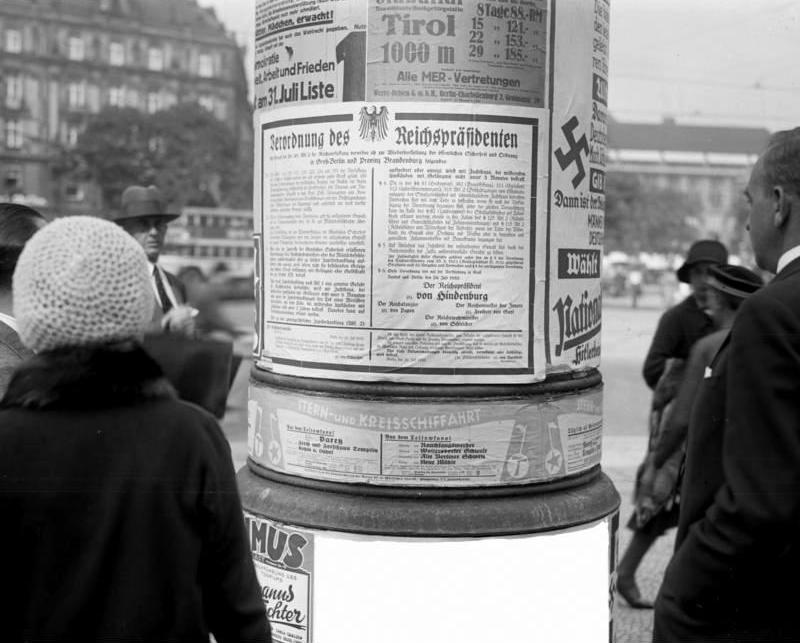
Il decreto con cui il Reichspräsident Paul von Hindenburg sciolse il governo della Prussia, affisso su una colonna

Le SA, tuttavia, anche in forza del loro numero, accresciuto fino a 400.000 membri a causa della disoccupazione, continuavano a costituire la maggiore forza d'urto nelle mani di Hitler. Durante la campagna elettorale per le elezioni del 1932 furono mandate all'assalto degli oppositori e i maggiori disordini si verificarono in Prussia dove, nel periodo in cui avvenne il cosiddetto Preußenschlag - il colpo di Stato prussiano (20 luglio 1932) - vi furono 82 morti e oltre 400 feriti.

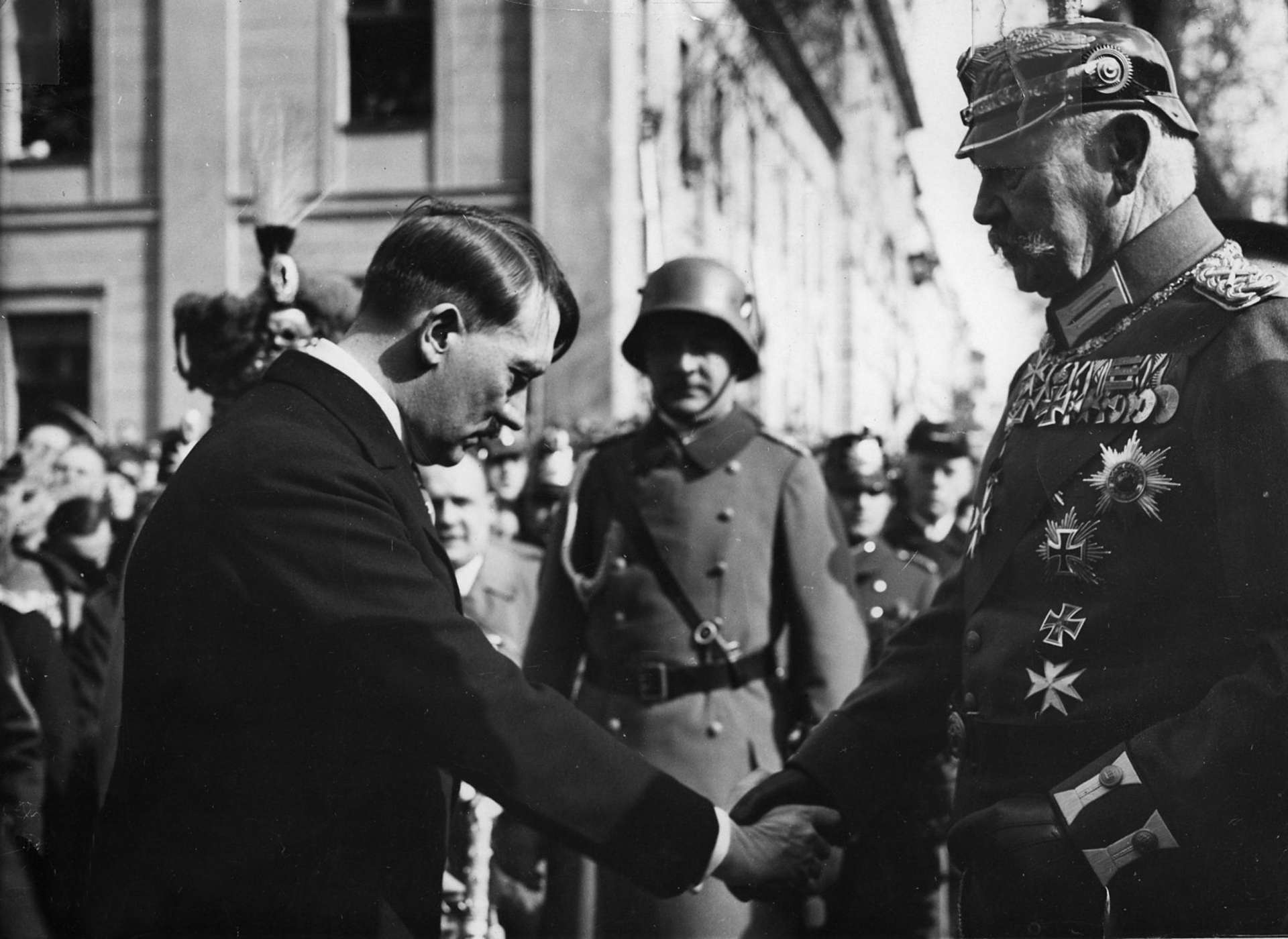
Adolf Hitler, nominato Cancelliere del Reich, stringe la mano al Reichspräsident Paul von Hindenburg il 21 marzo 1933

Questi avvenimenti costrinsero il Reichspräsident Paul von Hindenburg a sciogliere il governo locale e a nominare Franz von Papen Reichskommissar; il risultato elettorale, tuttavia, nonostante l'accresciuto consenso, non consentì al partito nazista di prendere il potere autonomamente e il protrarsi dei disordini indusse Hindenburg a destituire von Papen e a sostituirlo con il generale Kurt von Schleicher. Al contempo, il persistente rifiuto di Hitler a partecipare a un governo di coalizione provocò le dimissioni di Strasser e l'espulsione dal partito degli uomini a lui rimasti fedeli.
La situazione di evidente ingovernabilità del paese favorì le richieste di Hitler nei confronti di von Schleicher per ricevere la nomina a Cancelliere. Schleicher tentò, non riuscendovi, di coinvolgere Strasser e la forza che ancora rappresentava nel suo governo per raggiungere una maggioranza stabile, quindi richiese, analogamente a quanto fatto in precedenza da von Papen, pieni poteri, ottenendo tuttavia il rifiuto da parte del presidente e contemporaneamente suscitando la rabbia di Hitler, che vedeva nella sua azione una sorta di tradimento; le sue dimissioni furono quindi inevitabili e avvennero il 28 gennaio 1933. Due giorni dopo, Hindenburg si vide costretto a offrire la nomina di Cancelliere a Hitler.
Il potere che questi era riuscito a ottenere non era tuttavia assoluto e, nel mese successivo, le SA furono ancora impiegate per reprimere violentemente qualsiasi forma di protesta, fino al 27 febbraio, quando l'incendio del Reichstag fornì il pretesto al nuovo Cancelliere per convincere Hindenburg a licenziare, dopo un solo giorno, il decreto dell'incendio del Reichstag, che ridusse drasticamente i diritti civili. Nonostante nelle elezioni del 5 marzo il partito Nazista non avesse superato il 44% delle preferenze, erano state poste le basi per la dittatura, che si concretizzò il 23 marzo, quando Hindenburg conferì pieni poteri a Hitler, ponendo di fatto fine alla democrazia in Germania; i sindacati furono soppressi il 1º maggio e il 14 luglio venne promulgata la legge secondo la quale "il Partito Nazionalsocialista Tedesco dei Lavoratori è l'unico partito esistente in Germania".

## La ripresa economica e l'intento delle SA

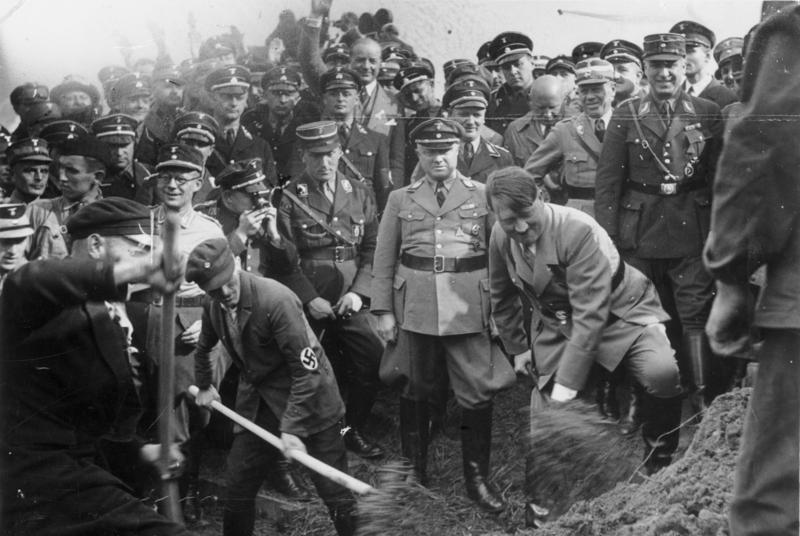
Adolf Hitler il 23 settembre 1933 dà inizio ai lavori di costruzione della Reichsautobahn; alle sue spalle l'ispettore generale Fritz Todt e Adolf Hühnlein, comandante dell'NSKK

Il primo anno del nuovo regime hitleriano portò nel paese una notevole ripresa e un forte aumento di consenso da parte della popolazione: la disoccupazione era diminuita di oltre il 40% grazie al riarmo clandestino e all'inizio dei lavori delle grandi opere pubbliche, in particolare della Reichsautobahn, progetto che fu affidato a Fritz Todt e che coinvolse oltre 100.000 lavoratori. Il popolo tedesco sembrava quindi nutrire grandi speranze, a dispetto della privazione delle libertà civili e delle sempre maggiori repressioni in ambito politico, le quali contribuirono a dare il via a quel concetto di "segregazione" che si sarebbe drammaticamente sviluppato negli anni successivi: già dal 21 marzo 1933, infatti, con un discorso tenuto dall'allora capo della polizia di Monaco Heinrich Himmler, fu inaugurato il campo di concentramento di Dachau, al comando del quale, dal 28 giugno, fu posto l'Oberführer Theodor Eicke.

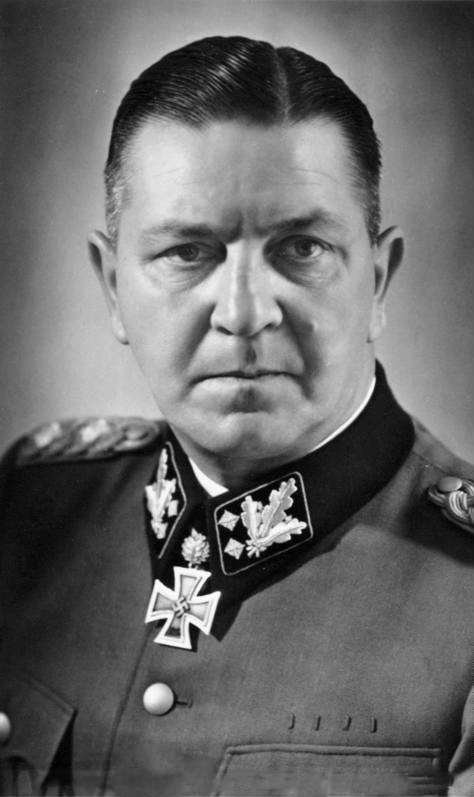
L'Oberführer Theodor Eicke, primo comandante del campo di concentramento di Dachau, che partecipò personalmente all'epurazione

La situazione economica in Germania, dopo il periodo di instabilità politica avvenuto durante la Repubblica di Weimar e di crisi economica dovuta alle pesanti condizioni contenute nel trattato di Versailles, si prospettava dunque molto favorevole, tanto che il presidente Hindenburg, il 30 gennaio 1934, giorno in cui si celebrava il primo anniversario della nomina di Hitler a Cancelliere, gli inviò un messaggio in cui si congratulava per il successo ottenuto. Tale successo, unito alla crescita della sua popolarità, non era tuttavia sufficiente ad arginare l'opinione, diffusa tra i vertici delle SA e negli aderenti della prima ora del partito nazista, che il Cancelliere avesse tradito l'originario scopo della rivoluzione nazionalsocialista. Egli infatti, secondo Röhm, si era discostato dal progetto anticapitalista del partito, accordandosi con i grandi affaristi, gli industriali e il mondo dell'aristocrazia, i cosiddetti Junker, che comprendevano gli elementi più influenti della Reichswehr; il capo di stato maggiore delle SA non nascose il suo desiderio di una "seconda rivoluzione", attaccando in più occasioni la linea di condotta del governo, continuando a coltivare l'idea che le Sturmabteilungen avrebbero dovuto trasformarsi in un vero e proprio esercito, piano in passato ideato e autorizzato dallo stesso Hitler, da utilizzare come forza di riserva della Reichswehr.

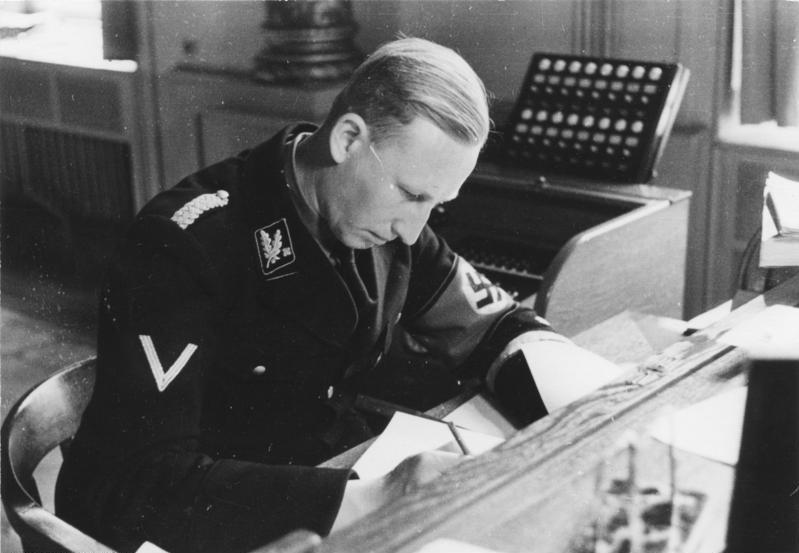
Il Brigadeführer Reinhard Heydrich, comandante, insieme a Heinrich Himmler, della Gestapo

Hitler, consolidato il suo potere e stabiliti legami forti con imprenditori, aristocrazia e forze armate, non intese assecondare l'idea della seconda rivoluzione, considerando come priorità maggiori la ripresa economica e militare della Germania. L'intransigenza delle SA, invise ai cosiddetti "poteri forti" dello Stato tedesco, rischiò comunque di fare naufragare i suoi piani di riarmo e di politica estera per il paese, tanto che, poco dopo la presa del potere, egli affermò che "la rivoluzione non è uno stato di cose permanente; il fiume dirompente della rivoluzione deve essere ricondotto nel più sicuro alveo dell'evoluzione". In questo modo Hitler prese in maniera netta le distanze da coloro che materialmente, con l'uso della forza e del terrore, avevano contribuito alla sua nomina a Cancelliere.
La situazione che si stava prospettando era pericolosamente vicina a un possibile scontro e Hitler, al fine di ridurre progressivamente la sfera di influenza delle SA, dapprima dichiarò che avrebbe in ogni caso soffocato qualunque tentativo di turbativa dell'ordine pubblico, frustrando in questo modo le velleità di Röhm per una seconda rivoluzione. Successivamente sciolse l'organo di polizia ausiliaria da lui creato in Prussia e ordinò a Hermann Göring e a Rudolf Diels di costituire una polizia segreta di Stato, la Gestapo, dandone il comando a Heinrich Himmler e al Brigadeführer Reinhard Heydrich, quindi sotto il diretto controllo delle SS. Il Cancelliere, al fine di evitare l'acuirsi delle persistenti tensioni fra lo Stato e le SA, nel dicembre del 1933 nominò Röhm ministro senza portafoglio quale ringraziamento "per gli incommensurabili servigi resi al partito", ma allo stesso tempo ordinò a Diels di iniziare a raccogliere informazioni incriminanti sulle attività delle SA.

## Il ruolo delle SS e le prerogative della Reichswehr

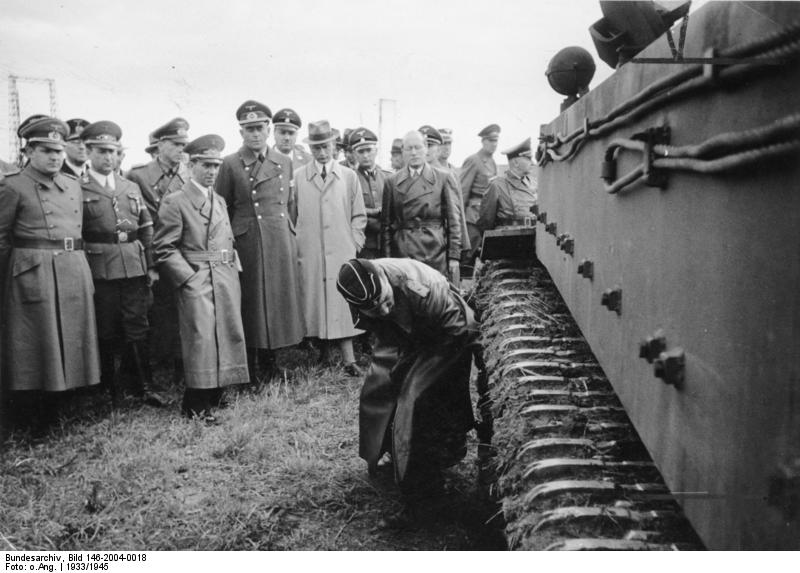
Joseph Goebbels, ministro della propaganda nel governo di Hitler, al centro, insieme ad Albert Speer

La distanza che Hitler stava ponendo fra sé e Röhm coincise con il progressivo accrescimento del ruolo e del potere delle SS nel paese. Allo stesso tempo i personaggi che avevano in odio il capo delle SA iniziarono ad assumere ruoli chiave nella nuova Germania: Hermann Göring fu nominato ministro degli interni e Joseph Goebbels divenne ministro della propaganda, mentre Heinrich Himmler inviò a Berlino un contingente di 120 uomini delle SS, al comando dello Standartenführer Josef "Sepp" Dietrich, che avrebbero dovuto costituire un'esclusiva guardia personale del Cancelliere, ossia la Leibstandarte-SS Adolf Hitler, garantendo in questo modo quella assoluta fedeltà che le SS avevano sempre manifestato nei confronti di Hitler, a differenza delle SA che, nel recente passato, si erano dimostrate difficilmente gestibili e che, dopo la presa del potere, rischiavano di divenire incontrollabili.

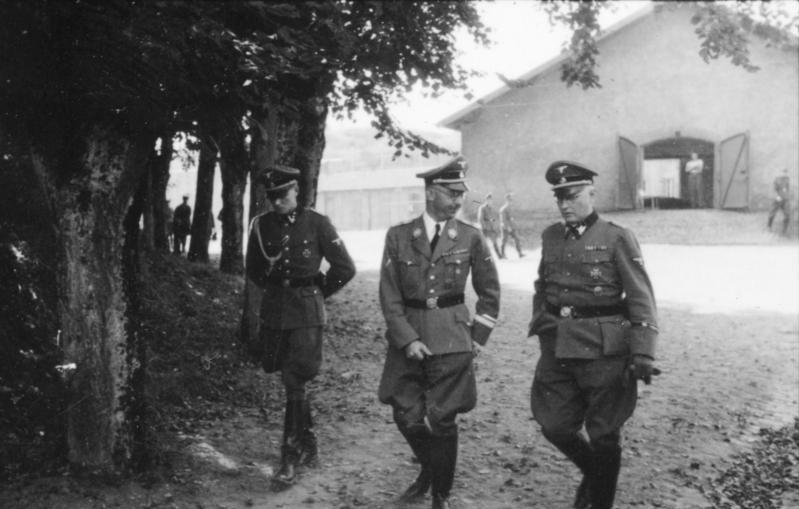
Lo Standartenführer Josef "Sepp" Dietrich (a destra), comandante della Leibstandarte, insieme a Heinrich Himmler

Un ulteriore motivo di tensione emerse quando Röhm pretese di allargare le prospettive militari delle SA: egli infatti intendeva far loro assumere il ruolo non solo di forza di riserva della Reichswehr, tentativo già frustrato in precedenza, ma di unità facente parte a tutti gli effetti delle forze armate, di cui aspirava a prendere il comando. Tale prospettiva era decisamente invisa negli ambienti dell'aristocrazia militare e nello Stato maggiore generale tedesco e quindi Hitler, alla ricerca di una soluzione finalizzata a evitare ulteriori contrasti, il 28 febbraio 1934 organizzò una riunione tra Röhm e i vertici dell'esercito, proponendo che le SA vi fossero inquadrate almeno come milizia. Il rifiuto fu netto e gli appartenenti alla Reichswehr rimasero gli unici in Germania autorizzati sia all'utilizzo delle armi da guerra che alla difesa del paese entro e fuori dai confini. In una riunione successiva, avvenuta a seguito delle continue insistenze di Röhm, alle SA fu accordata un'unica concessione, ossia che, in tempo di guerra, esse avrebbero potuto combattere a fianco dell'esercito, ma solo entro i confini nazionali.
L'atteggiamento "conciliatorio" di Hitler sembrò mitigare le intenzioni di Röhm, che alla fine della riunione accettò di firmare, insieme al ministro della difesa Werner von Blomberg, il documento che formalizzava le decisioni del Cancelliere. Però, appena uscito dalla stanza, il capo delle SA, insieme ad altri esponenti di vertice delle SA, diede sfogo alla sua rabbia esprimendo critiche verso Hitler anche di fronte a militari quali il generale Heinz Guderian. Le frasi furono immediatamente riportate a Hitler da uno dei collaboratori di Röhm, l'Obergruppenführer Viktor Lutze: il contrasto era quindi evidente a tutti e cominciava a diventare insanabile.

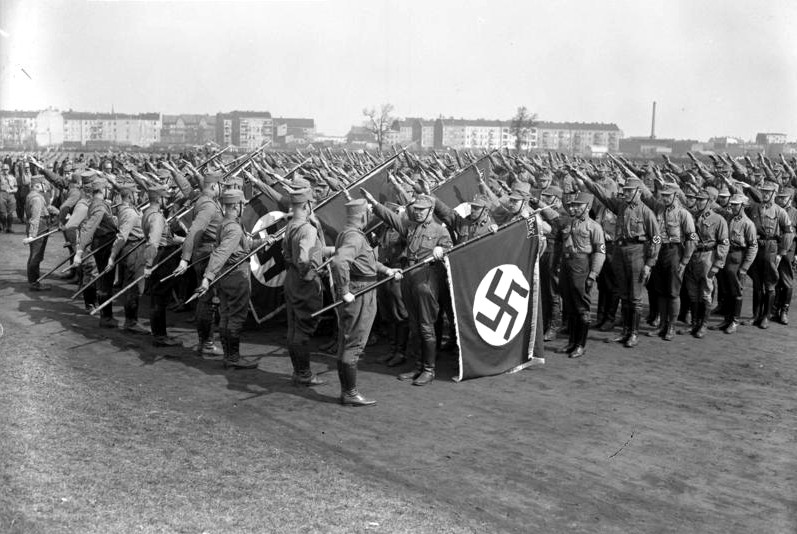
Adunata delle SA a Berlino nel 1933

Mentre quindi diventava sempre più stretta la collaborazione tra Hitler, conscio delle cattive condizioni di salute di Hindenburg e desideroso di assumere alla sua morte la duplice funzione di Cancelliere e di Presidente, Göring, Himmler, Heydrich ed Eicke, d'altra parte aumentava l'ostilità che questi nutrivano nei confronti di Röhm e delle SA, che non intendevano recedere dai loro propositi "rivoluzionari", organizzando parate, adunate e, non di rado, aperte contestazioni nei confronti delle personalità più in vista del partito. Hitler, tuttavia, anche a fronte dei "suggerimenti" che provenivano da Goebbels e dai vertici delle SS, non era ancora orientato a un'azione diretta nei confronti dell'amico che lo aveva sostenuto dalla fine della prima guerra mondiale. Dato però che il comportamento delle SA non accennava a calare di intensità, il 21 giugno Hindenburg ricevette il Cancelliere nella sua tenuta a Nejdek, nella Prussia orientale, per informarlo tramite von Blomberg che era stanco delle intemperanze delle SA, e che era altresì deciso a dichiarare l'entrata in vigore della legge marziale e a conferire pieni poteri all'esercito se l'ordine pubblico non fosse stato ristabilito.
L'intenzione di Hindenburg, assieme all'opera di disinformazione orchestrata da Himmler e Heydrich mirante a diffondere l'idea che le SA stessero preparando un colpo di Stato per rovesciare il governo di Hitler, indusse quest'ultimo a prendere la decisione di agire in modo diretto nei confronti di Röhm e dei suoi seguaci. Il mattino del 29 giugno egli affermò: "Questo è il momento, non si può arretrare neanche davanti alle estreme conseguenze; se necessario dovrà scorrere il sangue".

## I rapporti di Himmler e Heydrich e l'ordine di agire

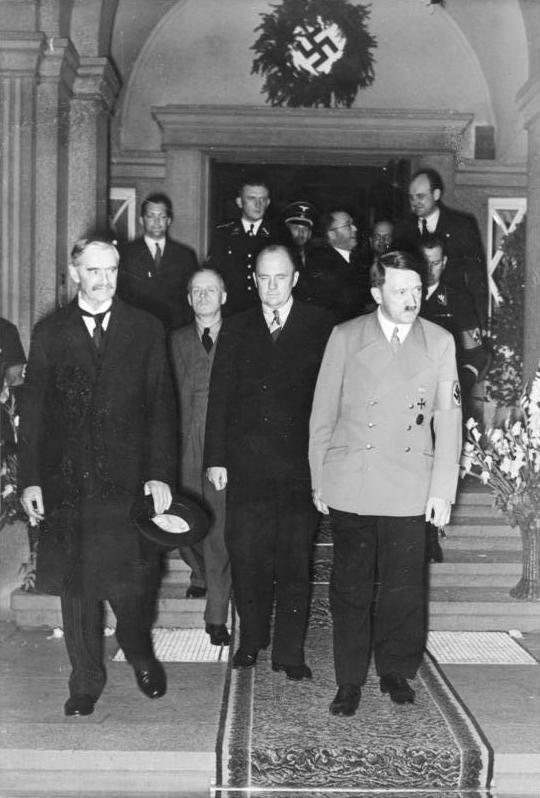
Adolf Hitler al Rheinhotel Dreesen di Bad Godesberg nel 1938, insieme al primo ministro del Regno Unito Neville Chamberlain (a sinistra)

La sera del 29 giugno Hitler si trovava insieme a Goebbels al Rheinhotel Dreesen di Bad Godesberg e, presa la decisione di agire, convocò Sepp Dietrich, ordinandogli di partire immediatamente per Monaco insieme alla Leibstandarte, che si sarebbe acquartierata a Kaufering; Monaco distava circa 60 chilometri da Bad Wiessee, una cittadina turistica della Baviera sulle rive del lago Tegernsee, dove in quel periodo si trovavano per un periodo di vacanza alcuni dei capi delle SA, tra i quali Röhm, che alloggiava alla pensione Hanselbauer.
Il Cancelliere e il ministro della propaganda erano rimasti in attesa della notizia dell'arrivo a Monaco di Dietrich quando vennero raggiunti da Viktor Lutze, venuto a salutarli prima di partire per Bad Wiessee, ma Hitler gli disse di restare, chiedendogli se poteva contare sulla sua assoluta fedeltà, ricevendone risposta affermativa. In quel momento i tre partecipanti alla riunione ricevettero tre importanti comunicati: il primo, proveniente da Göring, li informava delle gravi condizioni di salute di Hindenburg, il secondo, proveniente da Heydrich, in merito a due spedizioni di armi provenienti dal Belgio a indirizzo delle SA e del loro capo, intercettate poco dopo la loro partenza da Liegi, notizia confermata dal generale Fedor von Bock, e il terzo, proveniente da Himmler, che comunicava un rapporto secondo il quale lo Stato maggiore delle SA aveva ordinato lo stato di allarme generale tra le ore 16:00 e le 17:00, in cui esse avrebbero dovuto occupare gli edifici del governo.

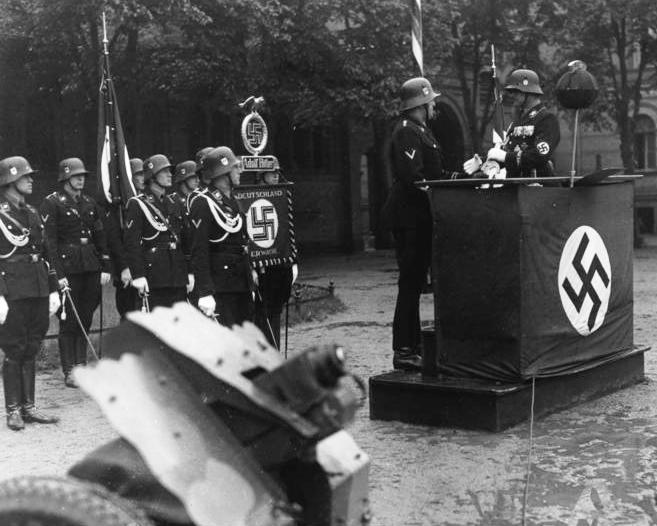
Membri della Leibstandarte Adolf Hitler durante una parata; all'unità fu comandata, insieme all'unità Totenkopf, l'esecuzione del piano per l'epurazione dei capi delle SA

Il rapporto dei due capi delle SS era quanto Hitler attendeva per dare il via all'epurazione, potendo motivarne la necessità, agli occhi del paese, con l'intenzione delle SA di organizzare un colpo di Stato. Una volta ricevuta la notizia dell'arrivo a Monaco di Dietrich, Hitler dette l'ordine a questi di porsi al comando delle due compagnie che allora componevano la Leibstandarte e di dirigersi verso Bad Wiessee per circondare la pensione Hanselbauer. Lo Standartenführer eseguì prontamente l'ordine, ma fu autorizzato ad agire solo dopo che il Cancelliere ricevette una telefonata dal ministro degli interni e Gauleiter della Baviera Adolf Wagner, il quale lo informò che nella cittadina le SA erano scese in strada gridando slogan contro di lui e contro la Reichswehr. Alle ore 1:00 del 30 giugno Hitler gridò: "Tutti a Monaco immediatamente e poi avanti a Bad Wiessee"; una volta impartito l'ordine, si imbarcò, accompagnato da Goebbels, su di un aereo per recarsi a Monaco e contemporaneamente Göring venne informato dalla Gestapo della sua decisione.
Mentre il Cancelliere era in viaggio, nella capitale bavarese era già in attesa l'unità Totenkopf comandata dall'Oberführer Theodor Eicke, proveniente dal campo di concentramento di Dachau, che si trova a poca distanza da Monaco: egli aveva precedentemente ricevuto l'ordine da parte di Heydrich di tenersi pronto a un'azione contro le SA di Monaco, di Lechfeld e di Bad Wiessee, tanto che, già dal 24 giugno, una lista di uomini da eliminare era stata redatta e distribuita, in plichi sigillati, alle varie unità delle SS. La lista, unita a documenti che avrebbero dovuto provare la preparazione del colpo di Stato da parte di Röhm, era stata consegnata il 26 giugno da Dietrich a von Blomberg, che si occupò personalmente di rassicurare gli alti ufficiali della Reichswehr, quali i generali Walter von Reichenau ed Ewald von Kleist, che, nonostante la loro manifesta avversione nei confronti delle Sturmabteilungen, ancora nutrivano dubbi in merito all'autenticità delle notizie su di un possibile complotto.

## Gli arresti a Monaco e a Bad Wiessee

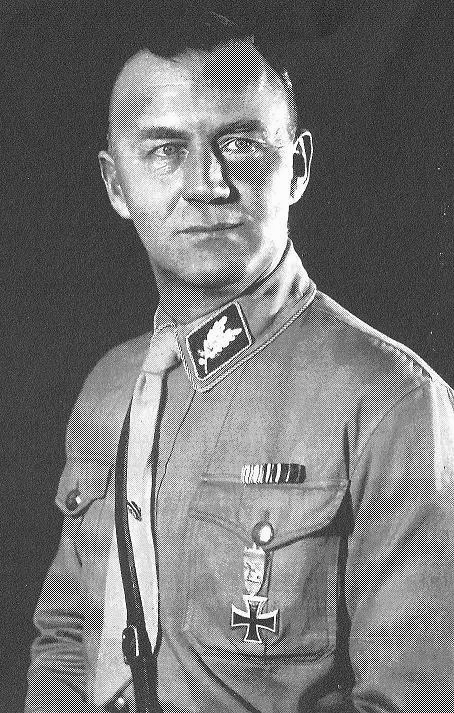
L'Obergruppenführer August Schneidhuber, primo dirigente delle SA arrestato il 30 giugno 1934

Hitler arrivò a Monaco alle 4:00 del 30 giugno, accolto da un ufficiale del Wehrkreis VII, il distretto militare di Monaco, accompagnato da un ufficiale dell'Abwehr, il servizio informazioni militare tedesco, schierati di fronte a un camion e due autoblindo carichi di soldati con il compito di assicurare la copertura militare al Cancelliere, e da un ufficiale delle SS, il quale riferì che le SA scese in strada a dimostrare erano tutte rientrate nei vari alloggi. Hitler, dopo avere ringraziato, si affrettò a respingere la copertura militare, non intendendo coinvolgere nell'azione la Reichswehr, chiedendo all'ufficiale di darne comunicazione al generale Wilhelm Adam, comandante del Wehrkreis VII, il quale, dopo avere ricevuto i rapporti dal ministero della difesa, aveva messo in stato di allarme le sue truppe. Hitler venne inoltre aggiornato sulla situazione a Monaco da Adolf Wagner, il quale confermò quanto gli era stato riferito dai due ufficiali.

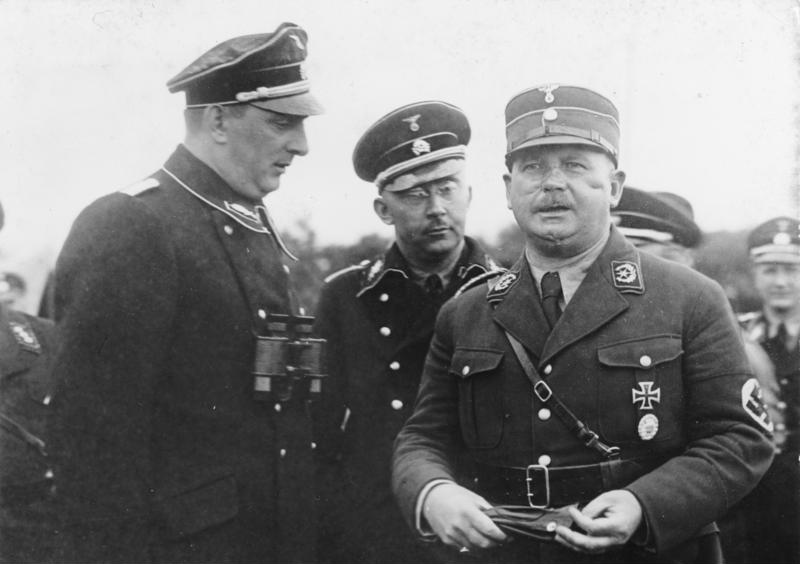
Il capo delle Sturmabteilungen Ernst Röhm, qui con l'Oberführer Kurt Daluege (a sinistra) e Heinrich Himmler, venne personalmente arrestato da Hitler a Bad Wiessee mentre si trovava alla pensione Hanselbauer

Constatata la situazione di relativa calma, Hitler impartì per prima cosa l'ordine alla polizia politica bavarese di arrestare i capi delle SA presenti nella città e sorvegliare, insieme alle SS, la stazione ferroviaria, dove in giornata sarebbero dovuti giungere gli invitati di Röhm, al fine di impedire loro di raggiungere Bad Wiessee. Quindi si diresse verso il ministero degli interni, dove arrivò qualche minuto prima delle 5:00. Appena entrato nell'edificio, ordinò l'arresto dell'Obergruppenführer August Schneidhuber, che stava attendendo l'arrivo del Cancelliere nell'anticamera dell'ufficio di Wagner, il quale venne immediatamente tradotto nella prigione di Stadelheim, la Justizvollzugsanstalt München, e identica sorte subì il Gruppenführer Willi Schmidt, convocato frettolosamente da Wagner. Immediatamente dopo, Goebbels mostrò al ministro degli interni la lista contenente i nomi delle persone da arrestare e, mentre questi rimase a presidio del ministero, le SS circondarono il quartier generale delle SA, la cosiddetta "Casa bruna", e Hitler e Goebbels si diressero verso Bad Wiessee.
L'automobile che trasportava Hitler e Goebbels si incontrò all'ultimo bivio prima dell'ingresso del paese con i camion su cui si trovavano Dietrich e i soldati della Leibstandarte e insieme si diressero verso la pensione Hanselbauer; una volta arrivati, l'edificio fu rapidamente circondato e le SS vi fecero irruzione: il primo a entrare fu l'Oberführer Emil Maurice, le porte delle camere furono sfondate e le SA arrestate, sorprese nel sonno; Hitler si incaricò personalmente di procedere all'arresto di Röhm e dei suoi vice Edmund Heines e Julius Uhl, comandante della "Stabswache", la guardia personale del capo delle SA che in quel momento stava arrivando da Monaco, alla quale, una volta giunta di fronte alla pensione, venne ordinato di tornare nella capitale bavarese e attendere ordini.
Terminata la procedura degli arresti, il convoglio, alle 7:00, ripartì verso Monaco, incrociando lungo la strada alcune automobili con a bordo gli ufficiali delle SA che si stavano recando a Bad Wiessee e che vennero a loro volta arrestati. Poco prima delle 8:00, mentre gli arrestati venivano portati alla prigione di Stadelheim, Hitler giunse alla stazione di Monaco dove, nell'ufficio della direzione, lo attendeva Rudolf Hess, giunto da Berlino, e ivi vennero arrestati, senza che opponessero resistenza, gli alti ufficiali delle SA appena giunti in città. Alle 10:00 il Cancelliere fece il suo ingresso nella Casa bruna insieme a Goebbels, da dove il ministro della propaganda chiamò il quartier generale di Göring a Berlino per trasmettere la parola "colibrì", segnale in codice di avvio delle operazioni nella capitale del Reich.

## L'epurazione delle SA e degli oppositori

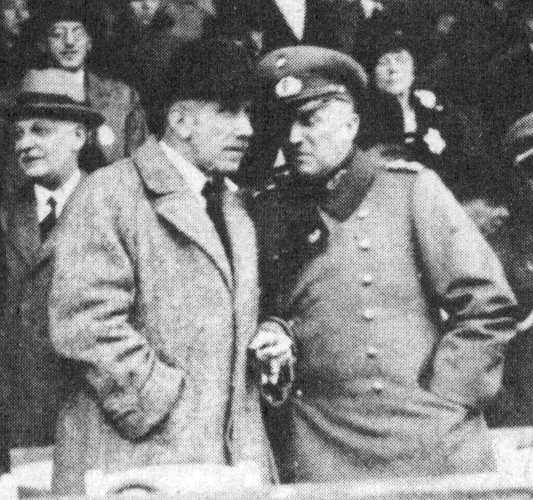
Il generale Kurt von Schleicher (a destra, insieme a Franz von Papen), ucciso a Berlino durante l'epurazione

A Berlino Heydrich, ricevuto il segnale di avvio delle operazioni, dette ordine ai reparti delle SS, tenuti fino a quel momento pronti ad agire, di aprire i plichi contenenti i nominativi delle persone da arrestare o eliminare. Mentre a Monaco l'azione fu diretta esclusivamente contro i vertici delle SA, nella capitale del Reich fu indirizzata contro personalità considerate nemiche del regime, in un generale assestamento del nuovo assetto della Germania nazionalsocialista: sotto i colpi delle SS caddero personaggi quali Erich Klausener, presidente dell'Azione Cattolica, Gustav von Kahr, che aveva contribuito a fare fallire il putsch di Monaco e fu ucciso a colpi di piccone, padre Bernhard Stempfle, scrittore antisemita colpevole di avere raccolto le confidenze di Geli Raubal, figlia della sorellastra di Hitler, il generale Ferdinand von Bredow, Herbert von Bose, uno dei più stretti collaboratori di von Papen, Hans Ramshorn, capo della polizia di Gleiwitz, Gregor Strasser e Kurt von Schleicher, ucciso insieme alla moglie.

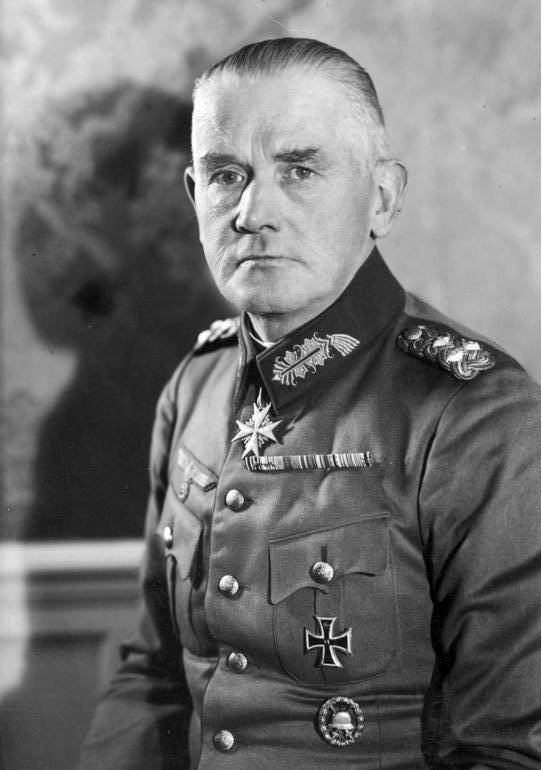
Il generale Werner von Blomberg garantì a Hitler, insieme al generale Walter von Reichenau, la fedeltà della Reichswehr

Nello stesso momento a Monaco, Hitler, conclusi gli arresti, iniziò a diramare gli ordini per quanto riguardava il futuro delle SA che non sarebbero state soggette all'arresto o alla pena capitale: esse, da quel momento, avrebbero dovuto avere cieca obbedienza solo verso di lui. Dopo avere nominato "capo" Viktor Lutze, iniziò a stilare la lista dei reclusi a Stadelheim che dovevano essere immediatamente giustiziati e questa, una volta terminata ma priva del nome di Röhm, venne consegnata a Dietrich, che si occupò di eseguire immediatamente l'ordine. Terminate le esecuzioni, Hitler radunò le SA catturate nella Casa bruna, offrendo loro la possibilità di salvarsi rinnegando i propri capi e piegandosi a lui, ed esse accettarono, con l'ordine ulteriore di non radunarsi più fino a quando le SA non fossero state ufficialmente ricostituite. Solo allora venne accordato loro il permesso di fare ritorno a casa. Formalizzato l'assenso delle SA la Reichswehr tolse l'assedio all'edificio e solo alcune SS vi rimasero a guardia.

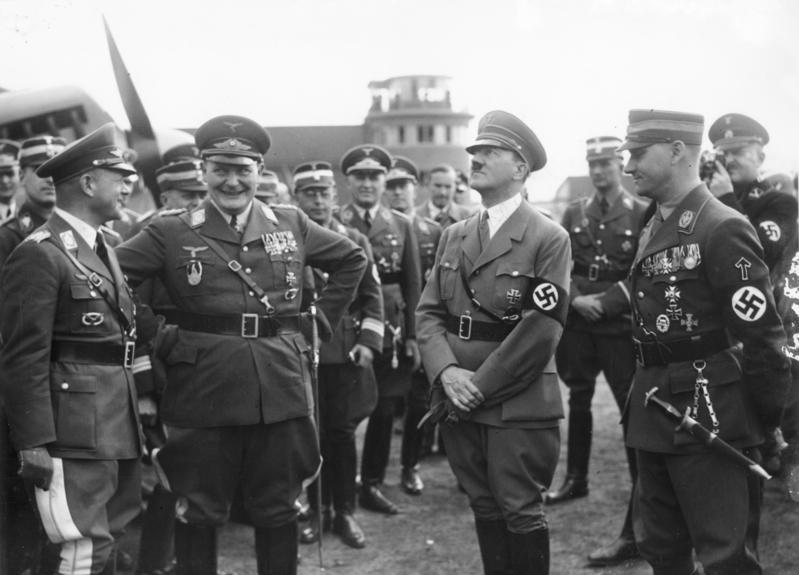
L'Obergruppenführer Viktor Lutze (a destra) accanto a Hermann Göring e Adolf Hitler, divenne, al termine dell'epurazione, il nuovo capo delle SA

Alle 19:30 Hitler, insieme a Goebbels, Hess e Dietrich, partì per Berlino. Alle ore 20:00, mentre il Cancelliere era in viaggio, l'ufficio stampa del partito nazista diramò via radio un comunicato per descrivere gli avvenimenti in corso, nel quale fu ribadito il tentativo di colpo di Stato da parte delle SA, dando anche risalto alle tendenze sessuali di alcuni dei suoi capi; Göring, in una breve riunione con esponenti della stampa estera, fece una breve dichiarazione in cui sosteneva che il generale von Schleicher aveva complottato contro il regime, restando ucciso mentre opponeva resistenza all'arresto; il generale von Reichenau fornì la medesima interpretazione dei fatti, esprimendo solidarietà alle SS a nome della Reichswehr.
Alle 23:00 ebbero termine le esecuzioni del 30 giugno e i quotidiani del 1º luglio furono colmi di notizie rassicuranti in merito allo sventato pericolo di una "seconda rivoluzione" paventata dalle SA e del fatto che Hitler ne aveva preso il controllo. Il generale von Blomberg diramò un comunicato alle truppe in cui esprimeva loro il riconoscimento per l'azione compiuta e per la fedeltà della Reichswehr.
Restava solo l'ultimo nodo da sciogliere, ossia la sorte di Röhm: Himmler e Göring si recarono alla Cancelleria del Reich intorno alle 13:00 e, dopo una riunione con Hitler, il Cancelliere si mise in comunicazione con il ministero degli interni della Baviera, eletto a quartier generale della repressione, dove in quel momento si trovava Theodor Eicke in attesa di ordini da Berlino, e a questi fu ordinato di uccidere il capo delle SA, con l'unica alternativa di proporgli il suicidio; l'Oberführer si recò immediatamente alla prigione di Stadelheim, nella cella n. 474 dove Röhm era rinchiuso dalla sera prima, lasciandogli una pistola con un solo colpo ma, rientrato dopo dieci minuti, lo trovò ancora in vita: egli pretendeva infatti che fosse lo stesso Hitler a sparargli. Dopo avergli detto "Röhm, si prepari", dette ordine allo Sturmbannführer Michael Lippert di sparargli e il capo delle SA cadde mormorando "mein Führer".

## Epilogo

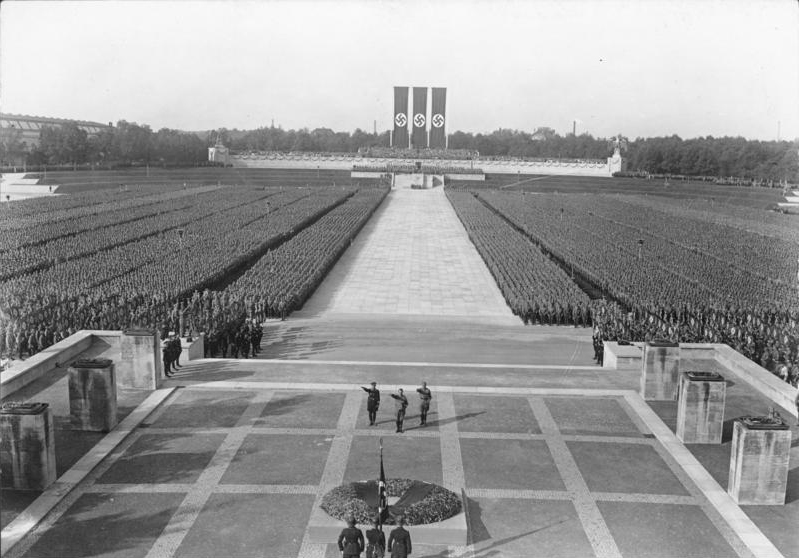
Adolf Hitler (al centro), con a fianco Heinrich Himmler e Viktor Lutze, durante la celebrazione avvenuta al congresso del partito nazista a Norimberga nel settembre del 1934

Le esecuzioni proseguirono fino alle 4:00 del 2 luglio, quando Hitler vi pose ufficialmente termine: non fu mai possibile stabilire con esattezza il numero totale delle vittime, militari e civili, della "notte dei lunghi coltelli". I vertici delle SA erano stati decapitati e insieme erano stati eliminati vecchi ufficiali da sempre ostili al regime nazista e oppositori della classe conservatrice. Lo stesso giorno i giornali pubblicarono i due telegrammi che il presidente Hindenburg aveva spedito a Hitler e a Göring per ringraziarli dell'azione condotta.
Il giorno successivo, 3 luglio, il governo licenziò una legge, elaborata dal giurista Carl Schmitt, consistente in un unico articolo che così recitava: "Le misure prese il 30 giugno, il 1° e 2 luglio 1934 per reprimere gli attentati alla sicurezza del paese e gli atti di alto tradimento sono conformi al diritto in quanto misura di difesa dello Stato". Questa legge di fatto autorizzava, senza possibilità di giudizio posteriore, qualunque azione che Hitler ritenesse necessaria a difesa dello Stato. La mancata inchiesta per la morte dei collaboratori di von Papen provocò le dimissioni di quest'ultimo.
Il 13 luglio Hitler tenne un discorso alla Krolloper di Berlino (un teatro dell'opera) definendo i termini dell'epurazione e due giorni dopo ebbero luogo le grandi manovre dell'esercito, dove i militari confermarono la loro totale fedeltà al Cancelliere, salutandolo festosamente al suo passaggio durante la rivista.
Il 26 luglio le SA furono ufficialmente ricostituite con a capo Viktor Lutze e rese indipendenti dalle SS e, quando il 2 agosto Hindenburg si spense, Hitler, come previsto, unì le funzioni di Cancelliere e di Presidente nella sua persona insieme al titolo di comandante delle forze armate del Reich. Gli ufficiali e i soldati gli prestarono giuramento ed il 19 agosto i tedeschi, con l'89,93% dei voti, approvarono l'avvento di Hitler alla presidenza della Germania. In seguito Hitler, durante la cerimonia di apertura del congresso del partito nazista tenutasi alla Luitpoldhalle di Norimberga il 4 settembre, si autoproclamò Führer della Germania.

## Avvenimenti successivi
I fatti della "notte dei lunghi coltelli" tornarono alla ribalta, anche nei mezzi d'informazione, in occasione del processo svoltosi alla Corte d'Assise di Monaco nella primavera del 1957: con sentenza del 14 maggio, Sepp Dietrich e Michael Lippert furono condannati entrambi a 18 mesi di reclusione.

## Cinematografia
- 1967 - La notte dei lunghi coltelli, diretto da Günter Gräwert
- 1969 - La caduta degli dei, diretto da Luchino Visconti
- 1997 - Bent, diretto da Sean Mathias

## Musica
- 1981 - Night of the Long Knives è la nona traccia dell'album For Those About to Rock We Salute You della band australiana AC/DC in cui si racconta dello stupore in seguito all'attacco a sorpresa e di come fu cruenta la battaglia.
- 1999 - Black Knives è la prima traccia dell'album "Potsdam" del rapper statunitense Feezy in collaborazione con Eminem, nella quale, nonostante si parli della società e dei personaggi pubblici americani, si cita anche la battaglia (il titolo prende parzialmente ispirazione da questo).
- 2014 -"Night of the long Knives" è la sesta traccia dell'album "Light of dawn" della band tedesca Unisonic.
- 2014 - Night of the Long Knives è la quarta traccia dell'album "Bloodstone and Diamonds" dei Machine Head. La traccia paragona la violenza di questo evento a quella della strage compiuta da Charles Manson in casa di Roman Polański contro la moglie Sharon Tate e amici.